# The Garden of Allah
The Garden of Allah er en amerikansk stumfilm fra 1916 af Colin Campbell.

## Medvirkende
- Helen Ware som Domini Enfilden.
- Tom Santschi som Boris Androvsky.
- Will Machin som De Trevignac.
- Matt Snyder som Anteoni.
- Harry Lonsdale som Roubier.